# Estrela Futebol Clube de Vendas Novas
O Estrela Futebol Clube de Vendas Novas é um clube português, localizado na cidade de Vendas Novas, distrito de Évora, no Alentejo. O Estrela disputa os seus jogos no Estádio Municipal de Vendas Novas.
Na temporada de 2024/25 participa no Campeonato de Portugal.

## História
O clube foi fundado em 1920. Em 1934/35 estreia-se no Campeonato Distrital de Évora, obtendo no entanto um desapontante último lugar com apenas uma vitória, goleada por 5-0 sobre o SL Évora. O clube só regressaria ao torneio em 1940/41 onde já conseguiu vitória sobre o Grupo União Sport e D. Nuno de Vila Viçosa em casa. Segue-se novo período de ausência das provas nacionais até 1947/48 quando participa naquela que terá sido a primeira edição da Taça da AF Évora. Apesar de classificado em último na fase de grupos, o Estrela obteria a sua primeira vitória sobre o Lusitano de Évora, em casa por 1-0. Nesse mesmo ano e para o Campeonato distrital onde regressou após sete anos conseguiu também a sua primeira vitória sobre o Juventude de Évora.
Mas nada faria antever o que sucederia na época seguinte, 1948/49. Num torneio distrital que contou com a participação de Lusitano e Juventude de Évora, At. Reguengos e SL Évora o Estrela sagrou-se pela primeira vez campeão do distrito de Évora. Para isso muito terá contribuído o concurso de jovens talentosos futebolistas que se fixaram no Regimento de Artilharia de Vendas Novas como foram os casos do ex-sportinguista António Boulanger Martinho e Pepe, futuro jogador do Lusitano de Évora na Primeira Divisão. 
A equipa sénior teve a sua atividade suspensa nas épocas de 2012/13 e 2013/14, tendo reativado na temporada de 2014/15 e conquistado 3 títulos distritais consecutivos, nomedamente conquistou o segundo escalão da AF Évora e no ano seguinte o título do primeiro escalão, atingindo assim o Campeonato de Portugal de onde foi despromovido, disputando desde a época de 2018/19 a Divisão de Elite da Associação de Futebol de Évora. Atualmente o clube tem a sua atividade divida por três modalidades: futebol, desporto adaptado e paintball. 
No futebol jovem (juvenis e juniores), todos os escalões competem no respetivos campeonatos distritais da Associação de Futebol de Évora, contando de momento com cerca de 75 praticantes. 
Em todas estas modalidades, o clube já teve momentos de grande brilhantismo com a conquista de importantes títulos regionais e nacionais.
Na época 2023/24 a equipa comandada por Cipriano Madeira e com o veterano Sérgio Machuqueiro conquistou a Liga Elite, consagrando-se assim campeão distrital de Évora. No final da temporada conquistou ainda a Taça das Campeões correspondente à Supertaça da AF Évora, numa final jogada nas Alcácovas frente ao Sp. Viana.

## Direção
Atualmente a sua Direção é presidida por Manuel Caixeiro, sendo André Almeida o Presidente da Assembleia Geral e Joaquim Soeiro do Conselho Fiscal. 

## Títulos
| PRINCIPAIS TÍTULOS | PRINCIPAIS TÍTULOS            | PRINCIPAIS TÍTULOS | PRINCIPAIS TÍTULOS |
|                    | Competição                    | Títulos            | Temporadas         |
| ------------------ | ----------------------------- | ------------------ | ------------------ |
|                    | Campeonato Distrital de Évora | 1                  | 1948/49            |
| Portugal           | III Divisão - Série F         | 2                  | 2005/06 e 2010/11  |
| Portugal           | III Divisão - Série E         | 1                  | 1996/97            |
|                    | AF Évora - Campeonato         | 2                  | 2016/17 e 2023/24  |
|                    | AF Évora - Taça               | 1                  | 2008/09            |